# Plaza del Duque (Sevilla)
La plaza del Duque de la Victoria, conocida simplemente como plaza del Duque, se encuentra en el distrito Casco Antiguo de Sevilla, Andalucía, España. Tiene una extensión de 1650 m². En 1892 se colocó una estatua de bronce del pintor Diego Velázquez, obra de Antonio Susillo, sobre un pedestal.

## Características
Se trata de una zona con hoteles, cafeterías, tiendas ropa y centros comerciales. Es habitual que haya un mercadillo con puestos de artesanía, cuero y productos textiles. Es un lugar de parada de taxis y de autobuses.

## Líneas de autobuses
Las líneas de TUSSAM pasan por la plaza del Duque. Las siguientes líneas son:
13 14 27 C5 L1
Este último solo presta servicio los sábados y domingos.
Las líneas nocturnas son: A7 N27
Este último solo presta servicio nocturno los viernes, sábados y vísperas de festivo.

## Toponimia
Desde 1841 hasta 1936 fue denominada plaza del Duque de la Victoria. Posteriormente, pasó a denominarse plaza de Queipo de Llano, aunque la ciudadanía no solía usar ese nombre. En 1980 se suprimieron los nombres del franquismo de las calles del centro, por lo que el nombre de plaza del Duque de la Victoria volvió a ser el oficial.

## Historia

### DelsigloXIIIalXVIII
Después de la conquista de Sevilla de 1248 y el subsiguiente "repartimento" de la ciudad entre los nobles que habían participado, los duques de Medina Sidonia obtuvieron una amplia parcela en las estribaciones del barrio de San Vicente, donde edificaron su palacio. A finales del siglo XV demolieron parte de él para convertirlo en una plaza pública que, a partir del año 1500, fue el origen de la plaza del Duque.
En 1356, empezó a edificarse en la zona la iglesia parroquial de San Miguel.
Entre 1512 y 1516 estuvo en este entorno un convento de frailes mínimos, que se trasladó luego a Triana y que se llamó, desde 1517, Convento de Nuestra Señora de la Victoria.
Felipe II visitó la ciudad en 1570 pasando por diversos puntos del centro, como la calle de la Sierpe y la plaza del Duque.
En el siglo XVII llegó a Sevilla la acaudalada familia Cavaleri. Esta situó su tercera casa en la ciudad frente al palacio de los duques de Medina Sidonia.
Entre 1767 y 1769, el asistente de la ciudad, Pablo de Olavide, proyectó un teatro sobre parte del gran palacio neomudéjar de los duques de Medina Sidonia. No obstante, no hubo dinero para finalizar la obra y esta fue demolida en 1795.

### SigloXIX

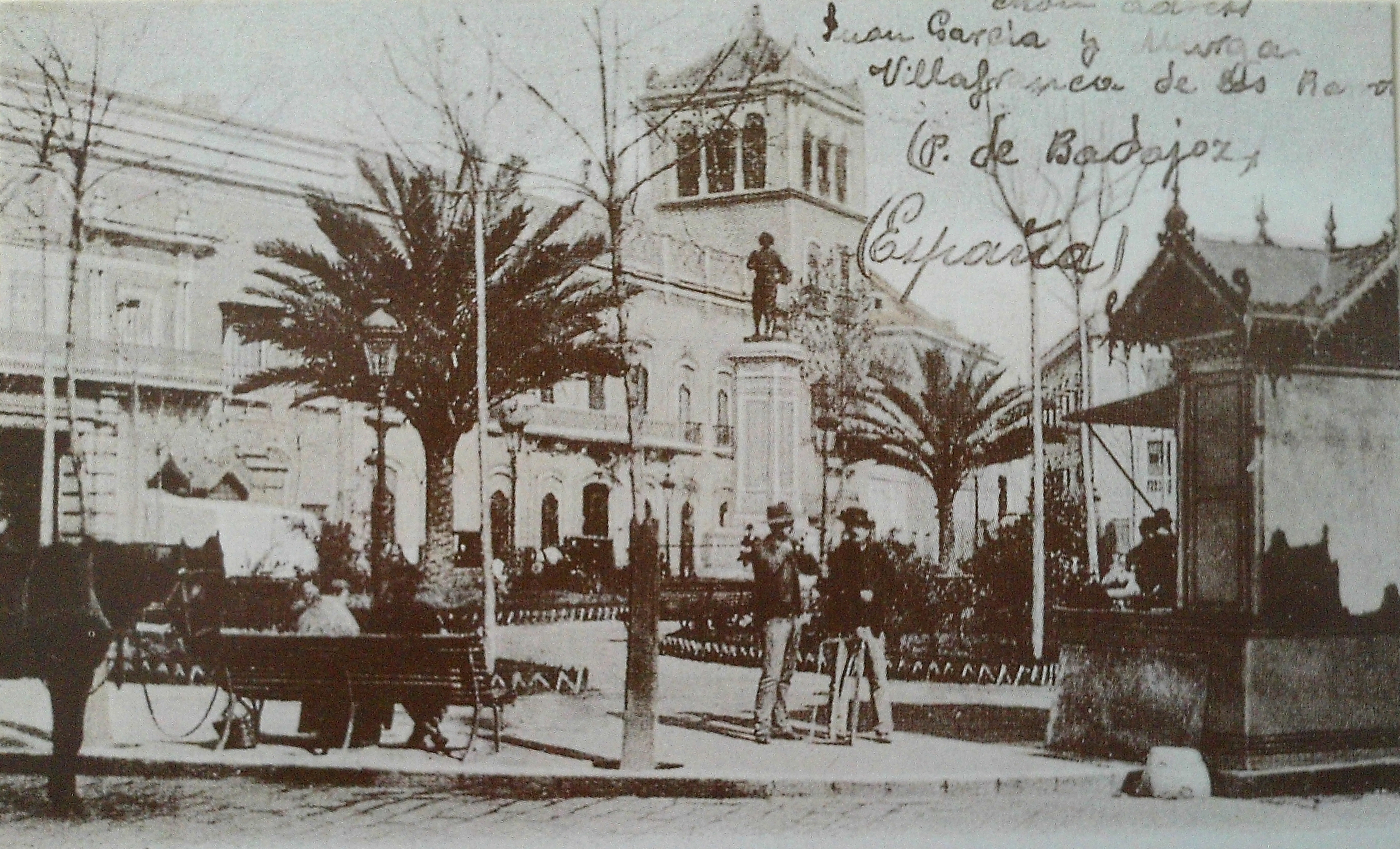
La plaza a finales del

La iglesia de San Miguel fue reformada en 1827 y en 1842 tenían su sede en ella la hermandad del Amor (que había llegado en 1811 procedente de la iglesia de los Terceros), una sacramental (que se fusionaría con la de la Virgen del Rosario) y la de Pasión (que llegó en junio de 1841 y que había residido en el convento de la Merced, hoy Museo de Bellas Artes). El gobierno revolucionario de 1868 ordenó su demolición, junto con la de otras once parroquias de la ciudad.
El antiguo palacio de los duques de Medina Sidonia se encontraba muy deteriorado a mediados del siglo XIX. El marqués de Palomares lo adquirió y lo reformó para que fuera su propio palacio. En 1879, lo vendió a un comerciante que fundó ahí los Almacenes del Duque. Esta tienda aprovechaba el ambiente clásico del palacio para vender sus productos.
En 1866 se construyó en la parte norte de la plaza el teatro Circo del Duque, que en 1867 pasa a ser solamente un teatro. A finales del siglo XIX los hermanos Álvarez Quintero mantuvieron una relación muy estrecha con este teatro.
En 1892, se sustituye la fuente que había en el centro de la plaza por una estatua de Diego Velázquez obra de Antonio Susillo, que aún hoy la preside.

### SigloXX

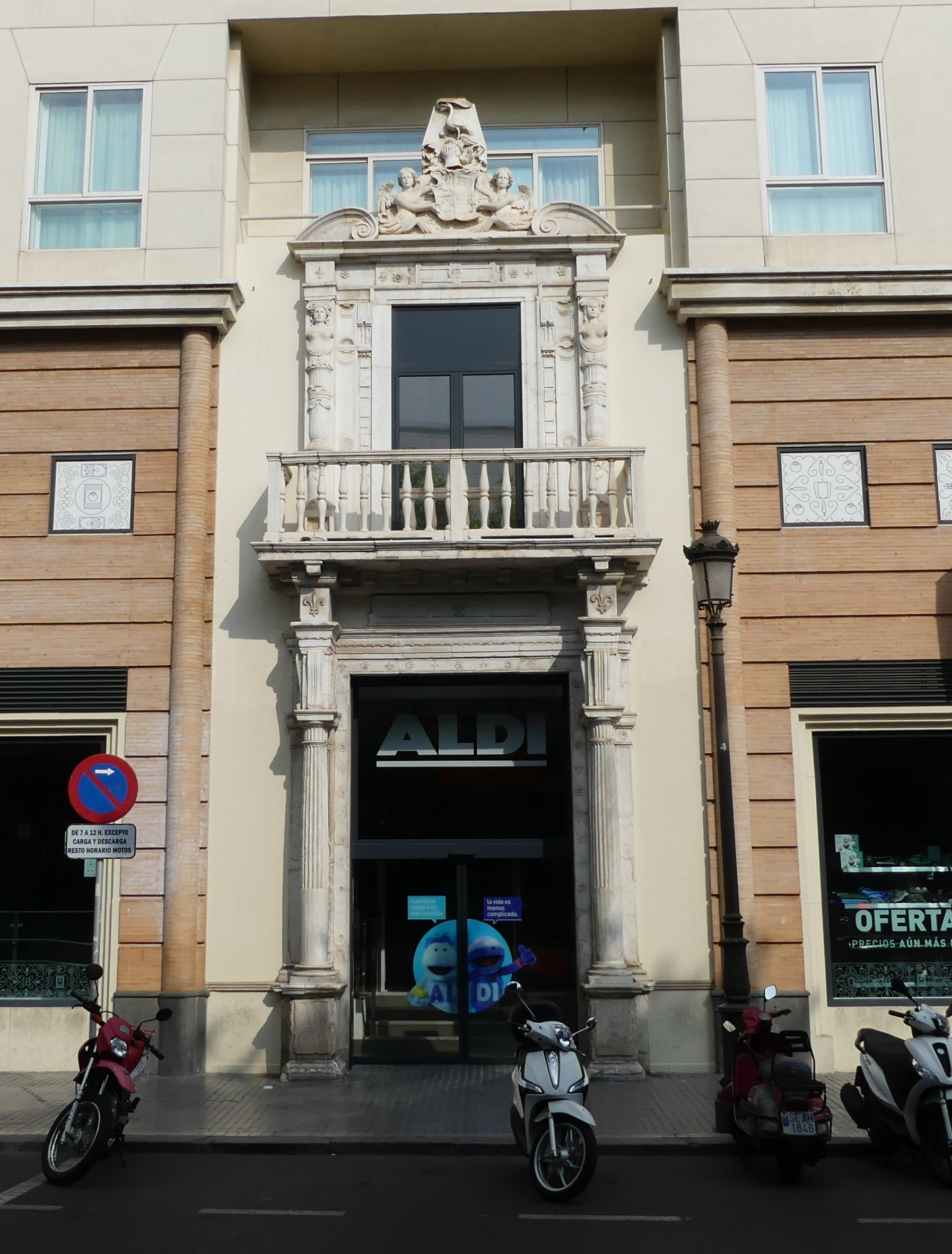
Portada del Palacio de los Cavaleri, que en la actualidad es la entrada de un supermercado.

En 1924 el entonces arquitecto municipal Juan Talavera y Heredia reforma la plaza.
Junto a los citados Almacenes del Duque, Miguel Sánchez-Dalp construyó su palacio a comienzos del siglo XX de estilo neomudéjar, que estaba muy en boga en la época de la Exposición Iberoamericana de 1929.
Junto a los Almacenes del Duque (que cerraron en 1965) y al palacio de los Sánchez-Dalp se encontraba el colegio Alfonso X el Sabio. Estos tres edificios fueron adquiridos por El Corte Inglés en 1966, que los derribó para levantar sus grandes almacenes, que abrieron sus puertas en 1968. En la misma plaza abrió un almacén de Simago en 1969. En 1959 había abierto un almacén de Galerías Preciados en la cercana plaza de la Magdalena.
En 1963, se derribó el palacio de los Cavaleri, del que solo se conserva la puerta principal. En esa parcela se inauguran en 1970 los almacenes Lubre, que fueron fundados por el empresario gallego Juan Zapata Cubeiro y fueron llamados así en honor de la localidad de Lubre, municipio de Bergondo, La Coruña. Este edificio albergaría también el Hotel Derby y, tras el cierre de los almacenes Lubre, otras tiendas de El Corte Inglés y un supermercado. Tanto el Hotel Derby como el Hotel América (sitos ambos en la plaza) fueron también propiedad de ZapataCubeiro. Este empresario estuvo también muy vinculado a la empresa seguros Ocaso, que tiene una sede junto a la plaza del Duque.
Durante sus últimos años, el Teatro del Duque fue convertido en cine y fue demolido en 1938. En esa parcela se edificaron inmuebles que albergaron posteriormente la sede de la Delegación Provincial de Sindicatos (luego de la Transición, del sindicato Comisiones Obreras) y el Hotel América.
En el 1900 estaba al suroeste de la plaza, la Fonda de Suiza y Roma. En torno a 1910, pasó a denominarse Hotel Roma. En 1917 el Hotel Roma pasó a compartir edificio con un nuevo hotel, el Hotel Venecia. En los años 30 el Hotel Venecia ocupó todo el edificio. Durante la Guerra Civil se hospedaron allí numerosos periodistas extranjeros. En los años 60 fue clausurado. Tras ser derribado se construyó en su parcela un edificio que albergó los almacenes Simago y posteriormente tiendas de ropa de Marks & Spencer y El Corte Inglés, que lo reformó en 2011. El Hotel Simón, en la calle García de Vinuesa  en el barrio de El Arenal cuenta con un aspecto similar.
También se derribó el cuartel del regimiento Soria, que se ubicaba en el antiguo convento de San Hermenegildo. De dicho convento solo se conserva su iglesia en una plaza cercana.
En 1975, se inauguró el Hotel América. En sus bajos contaba con la Cafetería América, que llamaba la atención por su estilo moderno: era de un novedoso diseño y de un color amarillo que mantuvo hasta 2003. En 1976 el ayuntamiento realizó mejoras urbanísticas en la plaza.